# 迈泰
迈泰是一种以朗姆酒、庫拉索酒、杏仁糖浆和青柠汁制成的鸡尾酒，其诞生与波里尼西亚风格的环境有关。

## 历史
维克多·J·贝杰龙（Victor J. Bergeron）声称自己于1944年在他位于加州奥克兰的餐厅偉克商人发明了迈泰。 维克的对手唐·毕奇（Donn Beach）反而声称是自己在1933年首创了迈泰，不过据一位长期合作的同事说，毕奇其实只是声称迈泰是基于他的 Q.B.酷乐鸡尾酒。唐·毕奇的配方比偉克商人的配方更复杂，有人认为味道很不一样。也有人认为，尽管原料不同，但它们的味道很相似。
据称该名称取自大溪地语的 maita'i，尽管这种饮料通常被拼写成两个字，但是在大溪地语中，maita'i 是“好”或“卓越”的意思。

## 配方
目前大多数基于偉克商人1944年配方的迈泰包括朗姆酒、青柠汁、杏仁糖浆和橙味利口酒（通常是橙味庫拉索酒）。其他不同的配方可能会添加杏仁酒、法兰纳姆酒、苦精、红石榴糖浆、橙汁和葡萄柚汁等。贝杰龙的各种书籍都描述了使用牙买加和马提尼克岛的朗姆酒的制作方法，在现代的说法中这些都是农业朗姆酒。但是在马丁·凯特（Martin Cate）和瑞贝卡·凯特（Rebecca Cate）在《Smuggler's Cove》一书中指出，20世纪50年代贝杰龙使用的马提尼克岛朗姆酒肯定不是农业朗姆酒，而且有时会加入过量的朗姆酒来制作更强的版本， 但凯特提到这种做法是来自“老方法”，只是因为使用百加得151朗姆酒（75%酒精度）制作的迈泰是一位经常光顾的老顾客的首选鸡尾酒。

## 在流行文化的体现
迈泰在20世纪50-60年代时成为一种流行的鸡尾酒，以至于许多餐厅特别是以提基（Tiki）为主题的餐厅或酒吧都提供这种鸡尾酒。在猫王的电影《蓝色夏威夷》中迈泰也有明显的表现。
在阿米斯蒂德·莫平（ Armistead Maupin）的《城市故事》系列丛书中，迈泰是角色弗兰妮·哈尔西（Frannie Halcyon）的经常饮用的饮料。
时至今日迈泰仍是过去和现在提基文化的代名词。
2008年，偉克商人餐厅开始开设名为迈泰酒吧（Mai Tai Bars）的小店，主要提供鸡尾酒和开胃菜。
電影決戰中途島之中，主角 Dick Best 跟他的太太喜歡在軍官俱樂部飲用迈泰。